# Flustrellidra hispida
Flustrellidra hispida is een mosdiertjessoort uit de familie van de Flustrellidridae. De wetenschappelijke naam van de soort is, als Flustra hispida, voor het eerst geldig gepubliceerd in 1780 door Otto Fabricius.
Flustrellidra hispida is een soort die wijd verspreid voorkomt aan beide zijden van de noordelijke Atlantische Oceaan. Ze leven in een gematigd klimaat en geven de voorkeur aan een watertemperatuur van maximaal 15 °C en een normaal zoutgehalte. De korstvormende kolonies zoïden zitten losjes vast aan de ondergrond en vormen dikke, gelobde, bruine tot geelachtige plekken met een "harig" uiterlijk vanwege de dichte stekels.